# Nhạn đít đỏ
Nhạn đít đỏ (tên khoa học: Cecropis daurica) là một loài chim trong họ Hirundinidae.
Loài này sinh sản ở các vùng đồi núi ôn đới ở phía nam châu Âu và châu Á từ Bồ Đào Nha và Tây Ban Nha tới Nhật Bản, Ấn Độ, Sri Lanka và vùng nhiệt đới Châu Phi. Các loài chim Ấn Độ và Châu Phi là cư dân, nhưng châu Âu và các loài chim Châu Á khác đang di cư. Họ đang ở mùa đông ở châu Phi hoặc Ấn Độ và không biết đến đảo Christmas và phía bắc Úc.
Nhạn đít đỏ có phần tương tự nhau trong thói quen và bề ngoài của những loài ăn sâu trên cạn, chẳng hạn như những con vật có liên quan và những chim én không liên quan (Apodiformes). Chúng có phần trên và phần dưới màu đen.
Chúng trông giống nhạn bụng trắng, nhưng có màu đậm hơn và có viền nhạt hoặc đỏ, cổ và cổ. Chúng thiếu một dải ở ức, nhưng có dưới cánh màu đen. Chúng liệng nhanh và bắt côn trùng trong khi không khí. Chúng có cánh rộng nhưng nhọn.
Nhạn đít đỏ xây tổ hình cầu hình cầu với lối vào đường hầm được lót bằng bùn thu lượm trong mỏ của chúng và đặt từ 3 đến 6 quả trứng. Chúng thường làm tổ dưới những vách đá ở những ngôi nhà trên núi của họ, nhưng sẽ dễ dàng thích nghi với các tòa nhà như đền thờ Hồi giáo và cầu.
Chúng thường không tạo thành các quần thể sinh sản lớn, nhưng chúng có sinh sống bên ngoài mùa sinh sản. Có thể nhìn thấy hàng trăm cá thể cùng lúc trên đồng bằng Ấn Độ.

## Tham khảo

Trứng Cecropis daurica